# یوکی کاواکامی
یوکی کاواکامی (ژاپنی: 川上 優樹؛ زادهٔ ۱۸ ژوئیهٔ ۱۹۹۷) یک بازیکن فوتبال اهل ژاپن است.
از باشگاه‌هایی که در آن بازی کرده‌است می‌توان به باشگاه فوتبال تسپاکوستاسو گونما اشاره کرد.